# Prvenstvo Splitskog nogometnog podsaveza 1954./55.
Prvenstvo Splitskog nogometnog podsaveza je u sezoni 1954./55. predstavljalo ligu četvrtog ranga nogometmog prvenstva Jugoslavije. 
 
Sudjelovalo je 12 klubova, a ligu je osvojio "Zmaj" iz Makarske.

## Ljestvica
| Poredak | Klub                  | Utakmica | Pobjeda | Neodlučeno | Poraza | Postigli golova | Primili golova | Gol-razlika | Bodova |
| ------- | --------------------- | -------- | ------- | ---------- | ------ | --------------- | -------------- | ----------- | ------ |
| 1.      | Zmaj Makarska         | 22       | 14      | 6          | 2      | 47              | 12             | +35         | 34     |
| 2.      | Dalmatinac Split      | 22       | 12      | 7          | 3      | 39              | 16             | +23         | 31     |
| 3.      | Val Kaštel Stari      | 22       | 11      | 9          | 2      | 50              | 27             | +23         | 31     |
| 4.      | Dubrovnik             | 22       | 9       | 8          | 5      | 43              | 39             | +4          | 26     |
| 5.      | Solin                 | 22       | 9       | 6          | 7      | 45              | 35             | +10         | 24     |
| 6.      | Jadran Kaštel Sućurac | 22       | 9       | 5          | 8      | 40              | 37             | +3          | 23     |
| 7.      | Orkan Dugi Rat        | 22       | 7       | 6          | 9      | 31              | 39             | -8          | 20     |
| 8.      | Sloga Zadar           | 22       | 6       | 7          | 9      | 35              | 31             | +4          | 19     |
| 9.      | Junak Sinj            | 22       | 7       | 5          | 10     | 35              | 48             | -13         | 19     |
| 10.     | Dinara Knin           | 22       | 6       | 3          | 13     | 37              | 56             | -19         | 15     |
| 11.     | Neretvanac Opuzen     | 22       | 4       | 3          | 15     | 24              | 43             | -19         | 11     |
| 12.     | DOŠK Drniš            | 22       | 4       | 3          | 15     | 25              | 69             | -44         | 11     |

## Rezultatska križaljka
| kratica | klub                  | DAL | DIN | DOŠK | DUB | JAD | JUN | NER | ORK | SLO | SOL | VAL | ZMAJ |
| --- | --------------------- | --- | --- | ---- | --- | --- | --- | --- | --- | --- | --- | --- | ---- |
| DAL | Dalmatinac Split      |     |     |      |     |     |     |     |     |     |     |     |      |
| DIN | Dinara Knin           |     |     |      |     |     |     |     |     |     |     |     |      |
| DOŠK | DOŠK Drniš            |     |     |      |     |     |     |     |     |     |     |     |      |
| DUB | Dubrovnik             |     |     |      |     |     |     |     |     |     |     |     |      |
| JAD | Jadran Kaštel Sućurac |     |     |      |     |     |     |     |     |     |     |     |      |
| JUN | Junak Sinj            |     |     |      |     |     |     |     |     |     |     |     |      |
| NER | Neretvanac Opuzen     |     |     |      |     |     |     |     |     |     |     |     |      |
| ORK | Orkan Dugi Rat        |     |     |      |     |     |     |     |     |     |     |     |      |
| SLO | Sloga Zadar           |     |     |      |     |     |     |     |     |     |     |     |      |
| SOL | Solin                 |     |     |      |     |     |     |     |     |     |     |     |      |
| VAL | Val Kaštel Stari      |     |     |      |     |     |     |     |     |     |     |     |      |
| ZMAJ | Zmaj Makarska         |     |     |      |     |     |     |     |     |     |     |     |      |
| |                       |     |     |      |     |     |     |     |     |     |     |     |      |
| podebljan rezultat - utakmice od 1. do 11. kola (1. utakmica između klubova) rezultat normalne debljine - utakmice od 12. do 22. kola (2. utakmica između klubova) rezultat nakošen - nije vidljiv redoslijed odigravanja međusobnih utakmica iz dostupnih izvora rezultat nakošen i smanjen * - iz dostupnih izvora nije uočljiv domaćin susreta prekrižen rezultat - poništena ili brisana utakmica p - utakmica prekinuta 3:0 p.f. / 0:3 p.f. - rezultat 3:0 bez borbe |                       |     |     |      |     |     |     |     |     |     |     |     |      |

 Izvori: 